# 海軍 (小説)
『海軍』（かいぐん）は、岩田豊雄（筆名・獅子文六）の小説。

## 解説
ハワイ真珠湾攻撃で殉職し九軍神（九勇士）の一人と謳われた、横山正治少佐（生前の中尉より2階級特進）をモデルとして、1942年7月1日-12月24日『朝日新聞』に連載され、同年度の朝日文化賞を受賞した長編小説。1943年2月刊。
岩田は、主人公の谷真人について、神格化することなく人間味溢れる薩摩隼人として描き、近代日本の特徴的・伝統的な精神を表出した。なぜ九軍神のうち横山をモデルに海軍を描いたのか。岩田の「海軍随筆」によれば、薩英戦争や明治維新など、日本を突き動かした鹿児島の風土が軍神・横山少佐を生んだのであり、また、横山個人の伝記を書くだけでは小説家の任にあらずして、勇士たちを生み出した海軍を主題とすることが、より適切だと考えたとのことである。
評論家の河盛好蔵は、本作について、主人公をいたずらに神格化することによる作品の浅薄化から見事に免れていると、新潮文庫版（1962年刊行、現在絶版）の解説にて述べている。解説については中公文庫版（2001年刊行）も同様。

## あらすじ
1919年、鹿児島県鹿児島市下荒田に一つの命が誕生した。11兄弟姉妹の六男、谷真人。彼は幼少より同い年の牟田口隆夫と親交を温めていた。二人は県立二中に首尾よく入学、中学入学と同時に海軍熱に取り付かれた隆夫の影響で自らも海軍兵学校を目指すべく、軍関係学校を目指すクラス「軍人組」に入る。4年次、海軍兵学校入試を目前に控えて、隆夫の視力低下が判明、隆夫は不合格となる。一方の真人は合格。隆夫はそれでも海軍をあきらめきれず、翌年改めて海軍経理学校を目指すことにした。結局隆夫は再び不合格になり、失意の中、失踪する。真人はそんな親友・隆夫のことが、在学中も、卒業後任官してからも、ずっと気がかりだった。
中学時代に配属将校より教わった「断じて行へば鬼神も之を避く」の考えと、郷土の先人・西郷隆盛による「大西郷主義」を精神的柱とし、家族や恩師による恩情、親友・隆夫との切っても切れない友情、兵学校時代の先輩や同期、後輩との篤き連帯感をかけがえ無きものとして心に秘め、一人前の軍人に成長した真人は、真珠湾攻撃に際して、特殊潜航艇乗組員の一人に選抜される。
一方、海軍を断念し失踪中の隆夫は、得意の絵画の技術を生かし、東京にて鹿児島出身で同じく二中出身の画伯・市来徳次郎の下で見習いをしていた。中学時代からあれほどまでに自らの憧憬の的となっていた海軍から、2度も切ない願望を付き返された反動で、海軍に関係したものを全て避けるようになり、しばらくは風景画や静物画に没頭した。ところがある日、東京湾で軍艦が目に飛び込んできて、隆夫の胸に再び海軍への憧憬が甦り、自分の生きる道を軍艦を描く画家に見出す。しばらくして、東京銀座で隆夫は真人に再会する。二人はお互いに友情を失ってはいなかった。
真人の尽力で海軍省の嘱託となった隆夫は、1941年、真珠湾攻撃の特殊潜航艇の活躍を絵にする機会を得、潜航艇のハッチから若き士官が、双眼鏡で自艇が攻撃して敵艦に命中した様子を確認している構図を想像で描いて、上司に提出した。その後、海軍省発表で真人が戦死したことを知り泣きじゃくる。改めて絵を見ると、実はその士官こそ、真人にそっくりだった。

## 映画
本作を原作として、1943年と1963年の二度、映画が製作されている。詳細は海軍 (映画)を参照。